# Lev Trotskij
Lev Davidovitj Trotskij (russisk: Лев Дави́дович Тро́цкий, tr. Lev Davídovitj Trótskij, på engelsk Leo(n) Trotsky; født 7. november 1879, død 21. august 1940; oprindeligt Lev Davidovitj Bronstein) var en russisk revolutionær, politisk tænker og sovjetisk politiker. Hans værker og skrifter danner udgangspunkt for trotskismen, der er en videreudvikling af marxismen og leninismen.
Han var en af lederne af oktoberrevolutionen og regnes for dens næstkommanderende efter Lenin. Efter Lenins død i 1924 var han en af hovedmodstanderne mod Josef Stalins politiske linje. Det førte til hans eksklusion fra Sovjetunionens kommunistiske parti i 1927 og deportation fra Sovjetunionen i 1929.
Trotskij blev myrdet i 1940 med en isøkse af den kommunistiske NKVD-agent Ramón Mercader.

## Baggrund
Lev Trotskij blev født i en lille landsby i Det russiske imperium Bereslavka, i dag i det sydlige Ukraine. Hans forældre David Leontjevitj Bronstein og Anna Lvovna Bronstein var af jødisk oprindelse. De praktiserede hverken den jødiske religion eller talte jiddisch, men kun russisk og ukrainsk. Trotskijs yngre søster Olga giftede sig med den ledende bolsjevik Lev Kamenev.
Han begyndte at interessere sig for marxismen omkring 1896, hvor han bl.a. stod bag organiseringen af den sydrussiske arbejderunion i byen Nikolajev. I 1898 blev Trotskij arresteret for revolutionær virksomhed. Han formåede i 1902 at flygte fra Sibirien til London, hvor han stiftede bekendtskab med ledende revolutionære som Vladimir Lenin, Georgij Plekhanov og Julij Martov, der ledede den revolutionære avis Iskra (gnisten), og Trotskij blev hurtigt en af bladets markante skribenter.
I begyndelsen var kemien mellem Lenin og Trotskij rigtig god, men ved det russiske socialdemokratis anden partikongres i 1903 brød han med Lenin, som var i gang med at skaffe sig fuld kontrol over partiet. Trotskij sluttede sig til mensjevikkerne, men forlod dog allerede denne fraktion i september 1904, fordi de insisterede på en alliance med de russiske liberale og var uvillige til forsoning med Lenins bolsjevikker. Fra 1904 til 1917 beskrev Trotskij sig som upartisk socialdemokrat.
Ved den første russiske revolution i 1905 var Trotskij ivrig efter at vende tilbage til Rusland. Han nåede allerede til Kijev i februar og senere til hovedstaden Skt. Petersborg. Herfra ledede han sovjetten i Skt. Petersborg, hvor han under den voldsomme strejkebølge markerede sig som en enestående taler. Han blev arresteret og forvist til Sibirien, men flygtede under transporten.
Frem til 1917 var han for det meste i Wien, hvor han redigerede tidsskriftet Pravda. I Wien stiftede han også bekendtskab med psykoanalysen, der var opstået i denne by få år forinden. I denne fase af sit liv udviklede han samtidig sin teori om den permanente revolution.

## Trotskij under og efter revolutionen
Efter et ophold i New York kom Trotskij tilbage til Rusland i maj 1917, en måned efter Lenin. Striden mellem de to havde tidligere været så heftig, at de ikke uden videre kunne falde hinanden om halsen. Trotskij blev i første omgang leder for en lille gruppe venstresocialister i petrograd-sovjetten. Dog fik de dramatiske begivenheder i de følgende måneder Trotskij til at vælge Lenins bolsjevikiske side. Han blev atter leder af byens sovjet, og i oktober var det ham, der organiserede den afgørende militære opstand, som førte til den bolsjevikiske magtovertagelse.
Trotskij og Lenin havde på hver deres måde været en vigtig brik i udførelsen af revolutionen: Trotskij inspirerede masserne og soldaterne, mens Lenin gennem sit partiarbejde uddannede ledere og organisatorer. Derefter fik Trotskij som udenrigskommissær opgaven at slutte fred med Tyskland, hvilket han gjorde i Brest-Litovsk. Herefter blev han udnævnt til krigskommissær og øverstkommanderende for Den Røde Hær. Hans nye opgave bestod i at slå den forventede kontrarevolution tilbage. Modsat Lenin var Trotskij ofte ude at besøge soldaterne ved fronten, og ved hjælp af disciplinære foranstaltninger og en engageret retorisk indsats fik han tilført Den Røde Hær ny kampkraft.

### Kampen om magten efter Lenins død
I Lenins såkaldte testamente, som han dikterede til en af sine sekretærer, stod der, at Trotskij var "den mest egnede mand" i partiets centralkomité, men også en mand, der led af umådeholden selvtillid og i alt for højt grad begravede sig i administrative opgaver. Lenin plæderede for en kollektiv ledelse af partiet efter sin død, men hans mulige arvtagere, herunder Trotskij, var ikke de store tilhængere af den tanke.
Grigorij Sinovjev var en af dem, der ikke lagde skjul på sine politiske ambitioner, og i hans øjne var Trotskij den klart farligste rival. Sinovjev og hans nære politiske kampfælle Lev Kamenev valgte derfor at danne en særlig "trojka" sammen med Stalin. Denne nye konstellation kom umiddelbart til at stå ganske stærkt, idet den på det tidspunkt kunne regne med en stor opbakning fra de øvrige medlemmer af Politbureauet.
Lenins død den 21. januar 1924 kom uventet for de fleste på trods af hans langvarige sygdomsforløb. Trotskij var på rekreation i Kaukasus, da det skete. Stalin fortalte fejlagtigt Trotskij, at han ikke kunne nå at vende tilbage til Moskva, inden Lenin skulle bisættes. Trotskij forblev derfor i Kaukasus, hvilket betød, at den mand, som i den bredere offentligheds øjne stadig stod som Lenins naturlige arvtager, ikke var med til at sige offentligt farvel til sovjetstatens grundlægger.
Rent ideologisk var der nu også tydelige forskelle på Stalin og Trotskij. Hvor Stalin havde haft stor succes med at implementere sine ideer om socialisme i et land, mente Trotskij i forlængelse af sine ideer om den permanente revolution, at socialisme i Rusland ikke kunne stå på egne ben.
Da arvefølgekrigen var på sit højeste midt i 1920'erne, distancerede Trotskij sig ganske vist lidt fra sine tidligere synspunkter. Ifølge Stalin var Trotskij på vej til at lade den russiske revolution rådne op, mens han gik rundt og ventede på verdensrevolutionen. Under en pause i de interne partikampe i foråret 1926 nærmede Sinovjev, Kamenev og deres tilhængere i "Ny Opposition" sig Trotskijs tilhængere, og de to grupper dannede en alliance, der også sluttede sig sammen med nogle mindre oppositionsgrupper inden for Sovjetunionens kommunistiske parti. Alliancen blev kendt som "Forenede Opposition".
Den Forenede Opposition blev gentagne gange truet med sanktioner fra partiets ledelse, og Trotskij måtte acceptere taktisk tilbagetrækning for at bevare sin alliance med Zinoviev og Kamenev. Oppositionen forblev forenet mod Stalin i hele 1926 og 1927, især i spørgsmålet om den kinesiske revolution. I slutningen af 15. partikonference i oktober 1926 mistede Trotskij sit sæde i politbureauet, og den nye opposition til Stalin stod svagt. Deres tilhængerskare i partiet var på dette tidpunkt svundet ind til et minimum. I løbet af ganske kort tid blev tæppet trukket væk under dem ved en fælles indsats af Nikolaj Bukharin og Stalin. I 1927 blev Trotskij, Sinovjev og Kamenev ekskluderet af partiet, og i 1928 blev Trotskij deporteret til Alma-Ata i Centralasien. I januar 1929 blev Trotskij forvist fra Sovjetunionen og sat på et skib til Tyrkiet.

### Eksil og død
Trotskij boede i Istanbul de næste fire år. Det var farligt, da der boede mange gamle officerer fra Den Hvide Hær. Heldigvis for Trotskij var der mange af hans europæiske tilhængere, der tilbød at arbejde som livvagt for ham under hans ophold.
I 1933 fik han asyl i Frankrig, men i 1935 fik han at vide, at han ikke længere var velkommen der. Han flyttede til Norge, hvor han var gæst hos Konrad Knudsen i Oslo. Han kom dog i husarrest, hvilket var orkestreret af Sovjetunionen.
Under moskvaprocesserne i 1936 blev Sinovjev og Kamenev beskyldt for at være i ledtog med Trotskij, der fra sit eksil i Norge havde planlagt et Trotskistisk-Sinovjevistisk center, der direkte havde organiseret mordet på Sergej Kirov.
Trotskij blev nu sendt til Mexico, hvor han blev budt velkommen af den mexicanske præsident Lazaro Cardenas. Han boede herefter hos maleren Diego Rivera og hans kone Frida Kahlo, som han havde en affære med. I maj 1939 flyttede han til Avenida Viena i nærheden.
Trotskij stod stadig som et politisk alternativ til Stalin, alene fordi han var i live. Dertil kom, at Trotskij havde stiftet den Fjerde Internationale, der direkte prøvede at tage kampen op med den tredje internationale.
Det Sovjetiske hemmelige politi havde i lang tid forgæves søgt at sætte Trotskij ud af spillet. Den 20. august 1940 blev den tidligere sovjetiske revolutions- og borgerkrigshelt angrebet med en isøkse i sit hjem i Mexico af NKVD-agenten Ramon Mercader. Trotskij blev ramt i hovedet, men døde ikke med det samme. Vidner har sagt, at Trotskij spyttede på Mercader og begyndte at slås med ham, hvorefter Trotskijs livvagter kom ham til undsætning og nær havde dræbt overfaldsmanden. Trotskij stoppede dem, da han ville have Mercader afhørt. Trotskij kom på hospitalet, men døde dagen efter af sine kvæstelser 60 år gammel.

## Eftermæle
Mange partier bygger på Lev Trotskijs videre fortolkning af de marxistiske og kommunistiske værker, i Danmark for eksempel Socialistisk Arbejderparti, som er en del af Enhedslisten, er tilhængere af Trotskij og hans tankegang. Det samme gælder Socialistisk Standpunkt, Internationale Socialister og Revolutionære Socialister (IMT) i Danmark. Trotskisme kaldes en ideologi bygget på Trotskijs principper. Denne ideologi er en del af den brede anti-stalinistiske venstrefløj.